# Oxelaëre

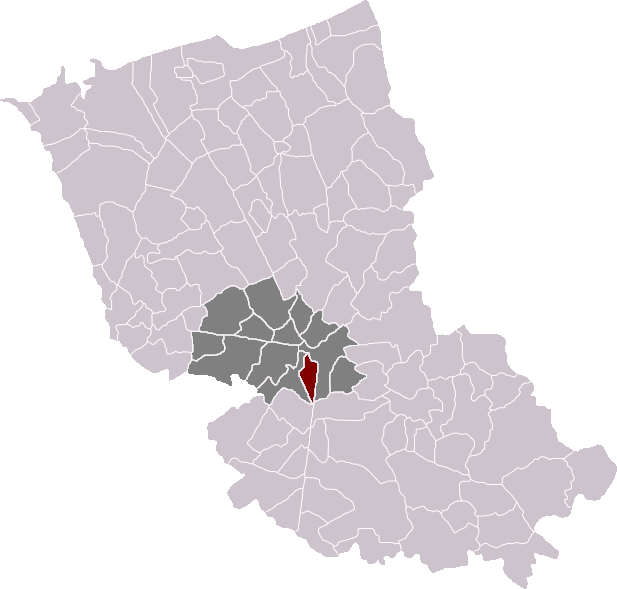
Localització d'Oxelaëre

Oxelaëre (en neerlandès Okselare) és un municipi francès, situat a la regió dels Alts de França, al departament del Nord, que forma part de la Westhoek. L'any 2006 tenia 466 habitants.

## Demografia
| 1962                                       | 1968 | 1975 | 1982 | 1990 | 1999 |
| ------------------------------------------ | ---- | ---- | ---- | ---- | ---- |
| 508                                        | 571  | 515  | 436  | 383  | 362  |
| Des de 1962: població sense dobles comptes |      |      |      |      |      |

## Administració
| Període   | Identitat                  | Partit |
| --------- | -------------------------- | ------ |
| 2001-2008 | Marie-Christine Coddeville |        |
| 2008-     | Stéphane Dieusaert         |        |